# Constantin von Oesterreich
Constantin Klaus Alexander von Oesterreich (* 22. April  1953 in Hamburg)  ist ein deutscher Bankmanager. Er war von Oktober 2012 bis Juni 2016 Vorstandsvorsitzender der HSH Nordbank.

## Leben
Constantin von Oesterreich ist ein Sohn des Hamburger Import-Exportkaufmanns Constantin von Oesterreich, dem älteren Bruder des Schauspielers Axel von Ambesser.
1973 begann Constantin von Oesterreich bei der Deutschen Bank in Hamburg eine Lehre als Bankkaufmann. Nach Abschluss der Lehre bekleidete er bei der Deutschen Bank verschiedene Positionen in Hamburg, Frankfurt, Singapur und London. Seit 1987 war er im Risikomanagement für das Institut tätig.
Constantin von Oesterreich wurde auf Empfehlung vom damaligen Aufsichtsratsvorsitzenden der HSH Nordbank Hilmar Kopper  zum 1. November 2009 für drei Jahre als Chief Risk Officer (CRO) in den Vorstand des Kreditinstituts berufen. Seit dem 1. November 2012 ist er der Vorstandsvorsitzende der Bank.
Mit Wirkung zum 2. September 2019 wurde Constantin von Oesterreich zum neuen Vorstandsvorsitzenden der Südwestbank ernannt. In seiner neuen Funktion bei der Südwestbank wird sich von Oesterreich auf die Bereiche Asset Management, Firmenkunden, Personal, Private Banking & Treasury konzentrieren. Damit besteht das Führungsgremium der Südwestbank aus drei Mitgliedern: Constantin von Oesterreich, Jochen Sautter und Sebastian Firlinger.
Constantin von Oesterreich ist mit der Bankmanagerin Bettina von Oesterreich geb. von Scheven verheiratet.